# Invinit Group
Invinit group (dříve známá jako Cleverlance Group) je uskupení společností, jež se zabývají různými oblastmi IT tematiky.

## Členské společnosti

### Cleverlance Enterprise Solutions
Cleverlance Enterprise Solutions a.s. je společnost zabývající se informačními technologiemi, se sídlem v České republice a pobočkami v Praze, Brně, Bratislavě a Brémách. Cleverlance se věnuje vývoji vlastních produktů, integraci IT platforem, analýze požadavků a také testování softwaru. Klientela Cleverlance se pohybuje napříč spektrem od finančních institucí, přes telekomunikace až k energetice či automobilovému průmyslu. Většinovým vlastníkem je od roku 2019 skupina KKCG.

### Cleverlance H2B a.s.
Společnost zabývající se vývojem softwaru poskytování SW služeb. Vyvinula univerzální front-end Sm@rtClient a univerzální platformu pro softwarová řešení Cleverlance Community Platform.Většinovým vlastníkem je od roku 2019 skupina KKCG.

### AEC
AEC je česká IT firma, která vznikla v roce 1991 a zabývá se komplexní tematikou počítačové bezpečnosti. Součástí Cleverlance Group se AEC stala v roce 2007, skrze dohodnutou akvizici mezi firmami.
AEC provádí analýzu bezpečnostních rizik, forenzní analýzu v oblasti kyberzločinu a analýzu dopadů. Bezepečnostní analýza AEC zahrnuje kompletní audit rizik a testování slabých míst v systémech klientů. Kromě analytických služeb nasazuje AEC vlastní řešení a pomáhá integrovat bezpečnostní opatření v rámci celého systému. Většinovým vlastníkem je od roku 2019 skupina KKCG. 

### AEC SK
AEC SK je samostatně fungující slovenská pobočka AEC

### Clever Power
Clever Power poskytuje IT řešení v oblasti energetiky a infrastruktury. Zabývá se např. regenerací fotovoltaických elektráren a jejich servisem, datovou komunikaci po silových vodičích či problematikou tzv. smart cities neboli využívání informačních technologií pro zlepšení života ve městech. 
V případě CleverPower se jedná o sběr nejrůznějších typů informací o dopravě, počasí, kvalitě ovzduší, jakosti výroby a dalších vstupů, na jejichž základě se pak vyhodnotí výstupy, skrze něž se řídí zabezpečení železničních přejezdů, řízení hustoty dopravy, regulace osvětlení nebo zvyšování kvality výroby.

### CTS TRADE IT
Firma CTS TRADE IT vznikla v inkubátoru Cleverlance v roce 2013 a zabývá se vývojem softwarových řešení, která pokrývají problematiku obchodování na kapitálových trzích. Všechna nabízená řešení sdílejí jednu modulární platformu – systém Clever Trading Solution (CTS), což umožňuje snadnější parametrizaci a přizpůsobení pro konkrétní potřeby klientů. CTS nabízí různé produkty založené na bázi  této základní platformy. .

### Eicero
Společnost Eicero je součásti Cleverlance Group od roku 2010. Firma se zabývá komplexní diagnostikou fotovoltaických elektráren a eliminaci jevu PID (Potential induced degradation), který má za následek snížení výkonnosti. Hlavním produktem Eicero je tzv. PID Doctor, zařízení vyráběné na míru klientům s různými typy FV elektráren. Po zapojení PID Doctor regeneruje panely poškozené PID a vrací jim jejich původní výkonnost.

### TrustPort
TrustPort se stal součástí skupiny v roce 2008. Společnost vznikla jako nový samostatný subjekt v rámci Cleverlance Group po akvizici AEC, od níž se TrustPort osamostatnil. Firma se zabývá vývojem softwarových bezpečnostních řešení. Produkty TrustPortu jsou postavené na kontinuálně vyvíjených antivirových a šifrovacích technologiích, antispamových metodách a zapojení umělé inteligence pro sledování odchylek od běžného chování.
Řešení vyvíjené v TrustPortu získala ocenění v rámci testů nezávislých testovacích laboratoří, např. Virus Bulletin (ocenění VB100 award), AV-Comparatives(ocenění AV-Comparatives Advanced+ award), PC Security Labs (ocenění PC Security Labs Excellent), West Coast Labs (ocenění Checkmark award). Sídlo firmy je v Brně.